# Kunčice (Hradec Králové-i járás)
Kunčice település Csehországban, a Hradec Králové-i járásban. Kunčice Boharyně, Nechanice, Radostov és Hrádek településekkel határos. Lakosainak száma 380 fő (2024. január 1.).

## Népesség
A település lakosságának változását az alábbi diagram mutatja:
| Lakosok száma | 387  | 488  | 487  | 337  | 287  | 267  | 353  | 358  | 385  | 380  |
|               | 1869 | 1890 | 1921 | 1950 | 1980 | 2001 | 2017 | 2019 | 2022 | 2024 |